# Zelená strana (Spojené království)
Zelená strana (ang. Green Party) je bývalá politická strana ze Spojeného království, která prosazovala zelenou politiku. V roce 1990 zanikla rozdělením na Zelenou stranu Anglie a Walesu, Zelenou stranu Severního Irska a Skotskou zelenou stranu.

## PEOPLE, 1973–1975
Rozhovor s odborníkem na přelidnění Paulem R. Ehrlichem otištěný v časopise Playboy inspiroval manžele Lesley a i Tonyho Whittakerovi (bývalé aktivisty Konzervativní strany z Coventry) a několik dalších osob k ustavení Klubu třinácti. Přestože se řada lidí v klubu obávala založení nové politické strany, po přijetí Michaela Benfielda a i Fredy Sandersové bylo na přelomu let 1972 a 1973 založeno politické hnutí PEOPLE. Strana na svém prvním sjezdu, který se uskutečnil v roce 1973 v Coventry, přijala programový dokument Manifest pro udržitelnou společnost. Ten vycházel z Plánu pro přežití, který v té době otiskl časopis The Ecologist. Později editor časopisu Edward 'Teddy' Goldsmith propojil své Hnutí pro přežití s PEOPLE a stal se jednou z vůdčích osobností sloučené strany.
V té době se strana jednak zaměřovala na téma přežití lidstva, jednak na změnu žebříčku hodnot lidského života, jejíž základy položila protestní hnutí z konce 60. let 20. století. V té době strana nebyla přitažlivá pro ochránce přírody z občanských sdružení, čímž se lišila od obdobných stran v západní Evropě. V roce 1973 ZS dopracovala svůj program v oblasti politiky, ekonomiky, zaměstnanosti, obrany, ochrany půdy a ovzduší, přičemž na všechny tyto otázky hledali odpovědi z hlediska ekologie. Významným programovým cílem strany byla teorie nulového růstu ekonomiky.
V 70. letech straně prudce narůstal počet členů, po volbách v lednu 1975 však zesílil příliv silně levicových aktivistů. To se odrazilo v dramatickém snížení podpory veřejnosti v předčasných volbách, které proběhly v říjnu stejného roku. V té době se na sjezdu strana rozhodla přejmenovat na Ekologická strana.

## Ekologická strana, 1975–1985
První volené funkce získala Ekologická strana v místních volbách v roce 1976, kdy kandidát John Luck získal pozici zastupitele v Rotheru ve Východním Sussexu a John Davenport získal místo v zastupitelstvu v Kempsey.
V parlamentních volbách strana kandidovala s programem Skutečná alternativa (The Real Alternative). Na své kandidátky umístila více než 50 osob a díky tomu získala právo vysílat své informační spoty v radiu a televizi. Stranu ve volbách podpořilo 39 918 voličů a počet členů se zdesateronásobil z 500 na 5000 osob. Nejvýznamnější osobností strany se stal Jonathon Porritt, který společně se spisovatelem Davidem Flemingem koordinovali práci na dopracování programových priorit, vylepšení image i zefektivnění práce vnitřních orgánů strany. Byl vytvořen a schválen dokument Politika pro udržitelnou společnost.
Ve stejné době začala do strany vstupovat generace, která aktivně prožívala revoluční období roku 1968. Tito lidé sebou přinášeli kteří prosazovali nenásilné přímé akce jako významnou součást práce Ekologické strany s veřejností ve volebním mezidobí. Tito lidé tvořili neformální "decentralistickou frakci". V parlamentních volbách v roce 1983 strana postavila více než 100 kandidátů a získala 54 299 hlasů.
Následně strana po vzoru jiných evropských environmentalistických stran přijala název Zelená strana.

## Zelená strana, 1985–90. léta 20. století
Strana se přejmenovala na Zelené během sjezdu v roce 1985, který se uskutečnil v Doveru. Zde bývalý herec John Abineri navrhl změnu názvu, přičemž byl inspirován úspěchem tohoto hnutí v jiných evropských zemích, zejména v Německu.
V roce 1986 narůstalo ve straně vnitřní pnutí. Kroužek významných osobností, který sám sebe nazýval Pracovní skupina pro organizaci strany, navrhla změny ve stanovách, jejichž cílem bylo zefektivnění práce strany. Decentralistická frakce tyto návrhy odmítla. Jedni z nejvýznamnějších členů – Paul Ekins a Jonathan Tyler – založili skupinu, která si říkala Maingreen. Později byly zveřejněny jejich osobní poznámky, jejichž obsahem byl plán na převzetí vlády nad stranou. Oba následně stranu opustili.
Díky tomu, že v té době otázky záchrany života na zemi získávaly na závažnosti (bylo po katastrofě v Černobylu, stále významnější se stávala otázka poškození ozonové vrstvy freony), straně významně narůstala jak členská základna, tak volební podpora. V roce 1987 již získali 89 753 hlasů, což znamenalo přes 1,3 %. Názory strany se častěji dostávaly do médií a jimi otvíraná témata se stávala námětem veřejných diskuzí.
Největšího úspěchu dosáhla strana v roce 1989 během kampaně před volbami do Evropského parlamentu. Tehdy získala přes 2 miliony hlasů, což znamenalo 15 %, následkem většinového volebního systému však nezískala žádné poslanecké křeslo. V té době měli Zelení svého zástupce ve Sněmovně lordů (v nevolené části parlamentu) v osobě George MacLeoda.
V roce 1990 se skotská a severoirská část strany rozhodly osamostatnit se a vytvořit vlastní Zelenou stranu Severního Irska a Skotskou zelenou stranu. Velšští zelení se stali autonomní součástí nově vzniklé Zelené strany Anglie a Walesu.